# Holocausto en Letonia
El Holocausto en Letonia se refiere a los crímenes cometidos por los nazis y sus colaboradores durante la Ocupación de Letonia por la Alemania nazi.

## La ofensiva alemana
El ejército alemán cruzó la frontera soviética durante la mañana del 22 de junio de 1941, en varios frentes que se distribuían desde Hungría hasta el Mar Báltico. El ejército alemán avanzaba rápidamente sobre Lituania hacia Daugavpils y otros puntos estratégicos de Letonia. El estado policial que mantienen los nazis en los países que invadían incluía una organización llamada Servicio de Seguridad (en alemán, Sicherheitsdienst), generalmente llamado SD.

### El SD en Letonia
Antes de la invasión, el SD organizó cuatro "Unidades de Asignación Especial", conocidas por su nombre en alemán, Einsatzgruppen. El nombre de éstas unidades es un eufemismo, ya que su propósito era matar a un gran número de personas a las que los nazis consideraban "indeseables". En este grupo incluían a los comunistas, los enfermos mentales, los gitanos y sobre todo, los judíos. Seguían muy de cerca a los ejércitos alemanes, su presencia en Letonia la establecieron en pocos días, y en ocasiones, se establecían en horas tras la ocupación de una zona determinada de un país por la Wehrmacht.
La SD en Letonia puede ser distinguida en fotografías y descripciones por sus uniformes: el negro total de la SS fue usado pocas veces en lugar del uniforme de la Wehrmacht de color gris con detalles grises. Vistieron una camisa de color amarillento, con el parche de la SD en la manga izquierda, y el símbolo de la Cabeza de la Muerte (Totenkopf) en sus capas. La SD no llevaba el símbolo de la doble S rúnica en el cuello, pero en su lugar llevaban cualquier Totenkopf o las iniciales, "SD".
La primera SD se estableció en Letonia a través del Einsatzgruppe A, el cual se subdividió en otras unidades que fueron llamadas Einsatzkommandos 1a, 1b, 2 y 3. Como la línea del este se trasladó más hacia el este, el Einsatzgruppe A salió de Letonia, permaneciendo en el país solo unas pocas semanas, después de que sus funciones fuesen adoptadas por la SD, bajo la autoridad del Kommandant der Sicherheitspolizei und SD, por lo general, el significado de las siglas en alemán de KdS. El KdS recibía las órdenes tanto de la Oficina Central de Seguridad del Reich o RSHA (en alemán, Reichssicherheitshauptamt), como de la Befehlshaber der Sicherheitspolizei und des SD, o BdS. La KdS y la BdS estaban subordinados al Alto Mando de la SS y al Comandante de la Policía (Höherer SS-und Polizeiführer), o HPSSF. Las líneas de autoridad de superponían y eran ambiguas. La parte oriental de Letonia, incluyendo Daugavpils y la región de Latgale, fue asignada a Einsatzkommandos 1b y el 3. El EK 1b tuvo de 50 a 60 hombres y fue comandado por Erich Ehrlinger.

### Los asesinatos comienzan con la invasión

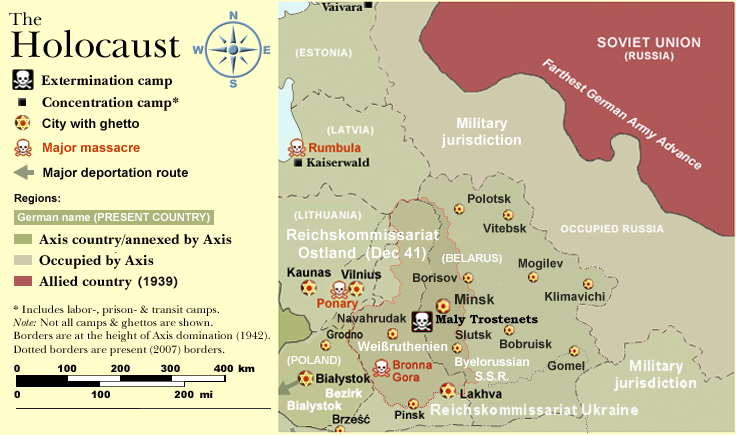
El Holocausto en Reichskommissariat Ostland (el Territorio del Este), que incluye a Letonia.

En Letonia, el Holocausto comenzó en la noche del 23 y del 24 de junio de 1941, cuando en el cementerio de Grobina los asesinos de la SD mataron a seis judíos locales, entre ellos al farmacéutico de la ciudad. Los días siguientes fueron exterminados en Durbe, Priekule y Asīte 35 judíos.
El 29 de junio los invasores nazis comenzaron a formar la primera Policía Auxiliar Letona en Jelgava. Mārtiņš Vagulāns, miembro del Pērkonkrusts, fue elegido para dirigir la organización. En el verano de 1941, 300 hombres de la unidad tomaron parte en el exterminio de alrededor de 2000 judíos en Jelgava y otros lugares de la región de Zemgale. El asesinato fue supervisado por los oficiales de la SD Rudolf Batz y Alfred Becu, quienes involucraron a los de la SS de los Einsatzgrupp en la acción.